# Agrothereutes abbreviatus
Agrothereutes abbreviatus is een insect dat behoort tot de orde vliesvleugeligen (Hymenoptera) en de familie van de gewone sluipwespen (Ichneumonidae). De wetenschappelijke naam van de soort werd voor het eerst geldig gepubliceerd door Fabricius in 1794.
Deze sluipwesp lijkt op Pleolophus brachypterus. Deze wesp heeft tengerder antennes met soms zwarte segmenten tussen het oranje.